# Sphaenorhynchus palustris
Espèce
Statut de conservation UICN

 LC  : Préoccupation mineure
Sphaenorhynchus palustris est une espèce d'amphibiens de la famille des Hylidae.

## Répartition
Cette espèce est endémique du Brésil. Elle se rencontre près du niveau de la mer dans la forêt atlantique dans les États d'Espírito Santo et de Bahia,.

## Publication originale
- Bokermann, 1966 : Duas novas especies de 'Sphaenorhynchus' (Amphibia, Hylidae). Revista Brasileira de Biologia, vol. 26, p. 15-21.